# Alekszandr Alekszandrovics Avgyejev
Alekszandr Alekszandrovics Avgyejev (cirill betűkkel Александр Александрович Авде́ев) (Kaluga, 1975. augusztus 12. –) oroszországi politikus, az Állami Duma képviselője, az Egységes Oroszország párt tagja.

## Pályafutása
Avgyejev Kalugában született, és itt végezte iskoláit is. Az érettségi után a Bauman Moszkvai Állami Műszaki Egyetem kalugai kihelyezett karára iratkozott be, ahol 1998-ban gépészmérnöki, 1999-ben közgazdász-menedzseri diplomát szerzett. Már az egyetemi évek alatt a kalugai turbinagyárban dolgozott technikusként, majd 1996-tól gyakornokként egy bankban helyezkedett el. 1999-től Kalugai terület állami kisvállalkozás-támogatási alapjának pénzügyi elemzőjeként dolgozott, 2001-től 2006-ig az Elikor Csoportnál dolgozott, előbb pénzügyi elemzőként, később a pénzügyi és elemzési osztály vezetőjeként. Ezzel párhuzamosan 2003–2004-ben részt vett az elnöki vezetőképző programban. 2006-ban a Jaroszlavli területen a Szlavics nevű cégnél pénzügyi igazgatói állást kapott, de a következő évben kinevezték Kaluga alpolgármesterévé és egyben a Gazdasági és Tulajdonosi Kapcsolatok Főosztályának vezetőjévé.
2010-től Obnyinszkban vállalt egyre jelentősebb szerepet a városvezetésben, és 2010. június 29-én a városi tanács határozatával kinevezték Obnyinszk polgármesterévé. Ezt a tisztséget 2015-ig töltötte be. Ezután a Kalugai terület kormányzó-helyettese lett. 2018-ban sikerrel indult a törvényhozási választáson, és a kalugai 99-es számú egyéni választókerület képviselőjeként bejutott az Állami Dumába. Az Egységes Oroszország-frakció tagja.

## Magánélete
Szabadidejében kosárlabdázik, futballozik és úszik. Házas, egy fiúgyermek apja.